# Anthops ornatus
Anthops ornatus là một loài động vật có vú trong họ Hipposideridae, bộ Dơi. Loài này được Thomas mô tả năm 1888.

## Hình ảnh

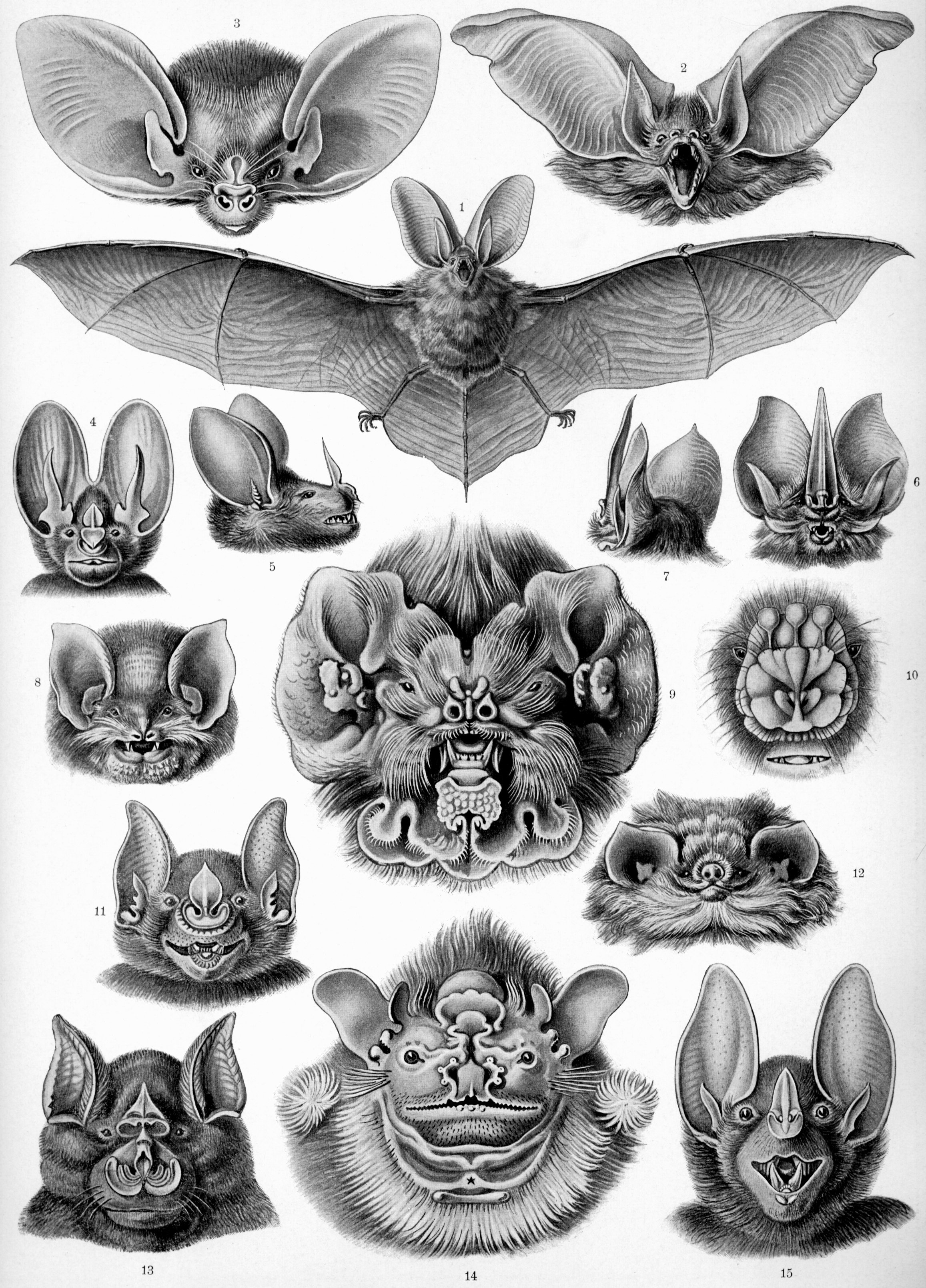